# Irota
Irota is een plaats (község) en gemeente in het Hongaarse comitaat Borsod-Abaúj-Zemplén. Het bevindt zich op 20 kilometer van het stadje Edelény, op 180 meter boven zeeniveau. Het ligt in een smalle vallei waardoorheen de zgn. ‘Jagersbeek’ (Hongaars: Vadászpatak) loopt. Een wandeling vanaf de bosrijke noordzijde van het dorp leidt naar het hoogste punt van de streek, het Geitenplateau (Hongaars: Kecskepad).
Van het dorp werd in 1320 voor het eerst melding gemaakt. In 1726 woonden er zowel Hongaren als Roethenen. De meeste inwoners verdienden de kost als herders, boeren en bosbouwers. Een lokale steengroeve voorzag het dorp in de 19e eeuw van de nodige stenen en dakpannen.
In 1851 herbergde Irota 36 rooms-katholieken, 358 Grieks-katholieken, 5 calvinisten, 4 protestanten en 8 joden. De volkstelling van 2001 meldde een totaal van 117 inwoners, waarvan 38 rooms-katholieken, 70 Grieks-katholieken, 6 calvinisten en 3 niet-geaffilieerden.
Irota’s enige kerk is een Grieks-katholieke. Ook Rooms-katholieken gaan hier ter kerke. Het huidige stenen gebouw had enkele houten voorgangers. De kerk beschikt over een indrukwekkende iconostase. In 1898 werden de oorspronkelijk witgepleisterde muren voorzien van schilderingen. In de hoofdstraat bevindt zich tevens een kapelletje, dat voor kleinere vieringen doordeweeks wordt gebruikt. Het stamt uit 1925 en is in 1965 gerenoveerd.
Het landhuis op Petőfi út 42 behoorde eens tot de adellijke familie Fáy en werd gedurende de jaren onder het communisme gebruikt als hoofdkwartier voor de lokale partijsecretaris, bibliotheek en spreekkamer voor de ambulante huisarts. Na jaren van verval en verwaarlozing is het huis gerestaureerd om te gaan dienen als woonhuis.
De huizen in het dorp hebben doorgaans een rechthoekige vorm en bestaan uit drie kamers. Aangezien men probeert bij de bouw de huizen op het hoogste punt van het perceel te bouwen om eventuele waterschade te voorkomen, staan zij niet recht op een rij.